# Bas Belder
Pour les articles homonymes, voir Belder.
Bastiaan Belder dit Bas Belder, né le 25 octobre 1946 à Ridderkerk, est un homme politique néerlandais membre du Parti politique réformé (SGP).

## Biographie

### Études et carrière professionnelle
Bas Belder étudie l'histoire internationale. Il est professeur d'histoire et journaliste pour un journal chrétien.
Il appartient à l'Église protestante dans les Pays-Bas.

### Carrière politique
Bas Belder a été élu au Parlement européen lors des élections européennes de 1999, puis réélu en 2004, 2009 et en 2014.
Au cours de chaque mandature Bas Belder a siégé au sein d'un groupe différent, ayant été membre du groupe pour l'Europe des démocraties et des différences lors de son premier mandat, puis d'Indépendance/Démocratie entre 2004 et 2009, avant de rejoindre l'Europe libertés démocratie en 2009, puis enfin les ECR en 2014.
Bas Belder n'est pas candidat aux élections européennes de 2019.